# WWE Mixed Match Challenge
WWE Mixed Match Challenge, também conhecido simplesmente como Mixed Match Challenge, é um torneio de luta livre profissional produzido pela WWE, onde todos os combates são lutas de duplas mistas. As equipes, formadas por lutadores de ambos os sexos, competem pela chance de doar cem mil dólares para uma instituição de caridade de sua escolha. As outras instituições receberão dez mil dólares cada.
Os vencedores são determinados com a realização de combates de luta livre profissional, onde os competidores estão envolvidos em rivalidades com roteiros pré-determinados. A série tem 12 episódios e estreou em 16 de janeiro de 2018 no Facebook Watch. Cada episódio tem 25 minutos e apresenta um combate. O show é exibido às 22:00 (ET), antigo horário do 205 Live. Após a estreia do show, este passou a ser transmitido às 22:20 (ET).
Durante o segundo episódio, Kurt Angle e Daniel Bryan anunciaram que a primeira semana do Mixed Match Challenge recebeu um total de 35 milhões de engajamentos.

## Equipes
O torneio consiste em equipes das divisões Raw e SmackDown, escolhidas por seus respectivos gerentes gerais, Kurt Angle e Daniel Bryan.
Originalmente, Enzo Amore participaria, mas foi substituído por Apollo após pegar gripe. Samoa Joe foi originalmente parceiro de Bayley, depois de ganhar uma votação dos fãs, mas se lesionou e foi substituído por Elias, que terminou em segundo na votação. Em 28 de janeiro de 2018, foi anunciado que Alicia Fox sofreu uma lesão do cóccix, impendido-a de competir por alguns meses. Ela foi substituída por Mandy Rose.
     – Raw
     – SmackDown
| Equipes do Raw               | Instituição de caridade |
| ---------------------------- | ----------------------- |
| Alexa Bliss e Braun Strowman | Connor's Cure           |
| Sasha Banks e Finn Bálor     | Special Olympics        |
| Nia Jax e Apollo             | Susan G. Komen          |
| Asuka e The Miz              | Rescue Dogs Rock        |
| Mandy Rose e Goldust         | Hire Heroes USA         |
| Bayley e Elias               | Americares              |

| Equipes do SmackDown          | Instituição de caridade       |
| ----------------------------- | ----------------------------- |
| Charlotte Flair e Bobby Roode | Girl Up                       |
| Lana e Rusev                  | Global Citizen                |
| Naomi e Jimmy Uso             | Boys & Girls Clubs of America |
| Natalya e Shinsuke Nakamura   | Make-A-Wish                   |
| Becky Lynch e Sami Zayn       | UNICEF                        |
| Carmella e Big E              | KaBOOM!                       |

## Torneio
A tabela completa do torneio foi revelada em 11 de janeiro de 2018 no WWE.com. Em uma das semifinais, os fãs poderão votar em uma enquete no Facebook, para que uma equipe eliminada receba uma segunda chance no torneio.
|  | Oitavas de final (Semanas 1-6) | Oitavas de final (Semanas 1-6) | Oitavas de final (Semanas 1-6) |       |                              | Quartas de final (Semanas 7-9) | Quartas de final (Semanas 7-9) | Quartas de final (Semanas 7-9) |  |           | Semifinais (Semanas 10 e 11) | Semifinais (Semanas 10 e 11) | Semifinais (Semanas 10 e 11)  |     |                 | Final (Semana 12) | Final (Semana 12) | Final (Semana 12) |
|  |                                |                                |                                |       |                              |                                |                                |                                |  |           |                              |                              |                               |     |                 |                   |                   |                   |
|  | Raw                            | Finn Bálor e Sasha Banks       | Sub                            |       |                              |                                |                                |                                |  |           |                              |                              |                               |     |                 |                   |                   |                   |
|  | SmackDown                      | Shinsuke Nakamura e Natalya    | 12:48                          |       |                              |                                |                                |                                |  |           |                              |                              |                               |     |                 |                   |                   |                   |
|  | SmackDown                      | Shinsuke Nakamura e Natalya    | 12:48                          |       | Raw                          | Finn Bálor e Sasha Banks       | Pin                            |                                |  |           |                              |                              |                               |     |                 |                   |                   |                   |
|  |                                |                                |                                |       | Raw                          | Finn Bálor e Sasha Banks       | Pin                            |                                |  |           |                              |                              |                               |     |                 |                   |                   |                   |
|  |                                | Raw                            | The Miz e Asuka                | 12:45 |                              |                                |                                |                                |  |           |                              |                              |                               |     |                 |                   |                   |                   |
|  | Raw                            | Raw                            | The Miz e Asuka                | 12:45 | The Miz e Asuka              | Sub                            |                                |                                |  |           |                              |                              |                               |     |                 |                   |                   |                   |
|  | Raw                            |                                |                                |       | The Miz e Asuka              | Sub                            |                                |                                |  |           |                              |                              |                               |     |                 |                   |                   |                   |
|  | SmackDown                      | Big E e Carmella               | 9:49                           |       |                              |                                |                                |                                |  |           |                              |                              |                               |     |                 |                   |                   |                   |
|  | SmackDown                      | Big E e Carmella               | 9:49                           |       |                              |                                |                                |                                |  | Raw       | The Miz e Asuka              | Sub                          |                               |     |                 |                   |                   |                   |
|  |                                |                                |                                |       |                              |                                |                                |                                |  | Raw       | The Miz e Asuka              | Sub                          |                               |     |                 |                   |                   |                   |
|  |                                | Raw                            | Braun Strowman e Alexa Bliss   | 11:20 |                              |                                |                                |                                |  |           |                              |                              |                               |     |                 |                   |                   |                   |
|  | Raw                            | Raw                            | Braun Strowman e Alexa Bliss   | 11:20 | Braun Strowman e Alexa Bliss | Pin                            |                                |                                |  |           |                              |                              |                               |     |                 |                   |                   |                   |
|  | Raw                            |                                |                                |       | Braun Strowman e Alexa Bliss | Pin                            |                                |                                |  |           |                              |                              |                               |     |                 |                   |                   |                   |
|  | SmackDown                      | Sami Zayn e Becky Lynch        | 11:15                          |       |                              |                                |                                |                                |  |           |                              |                              |                               |     |                 |                   |                   |                   |
|  | SmackDown                      | Sami Zayn e Becky Lynch        | 11:15                          |       | Raw                          | Braun Strowman e Alexa Bliss   | Pin                            |                                |  |           |                              |                              |                               | Raw | The Miz e Asuka |                   |                   |                   |
|  |                                |                                |                                |       | Raw                          | Braun Strowman e Alexa Bliss   | Pin                            |                                |  |           |                              |                              |                               | Raw | The Miz e Asuka |                   |                   |                   |
|  |                                | SmackDown                      | Jimmy Uso e Naomi              | 10:35 |                              |                                |                                |                                |  |           |                              | SmackDown                    | Bobby Roode e Charlotte Flair |     |                 |                   |                   |                   |
|  | Raw                            | SmackDown                      | Jimmy Uso e Naomi              | 10:35 | Goldust ande Mandy Rose      | Pin                            |                                |                                |  |           |                              | SmackDown                    | Bobby Roode e Charlotte Flair |     |                 |                   |                   |                   |
|  | Raw                            |                                |                                |       | Goldust ande Mandy Rose      | Pin                            |                                |                                |  |           |                              |                              |                               |     |                 |                   |                   |                   |
|  | SmackDown                      | Jimmy Uso e Naomi              | 10:14                          |       |                              |                                |                                |                                |  |           |                              |                              |                               |     |                 |                   |                   |                   |
|  | SmackDown                      | Jimmy Uso e Naomi              | 10:14                          |       |                              |                                |                                |                                |  | SmackDown | Bobby Roode e Becky Lynch*** | 11:15                        |                               |     |                 |                   |                   |                   |
|  |                                |                                |                                |       |                              |                                |                                |                                |  | SmackDown | Bobby Roode e Becky Lynch*** | 11:15                        |                               |     |                 |                   |                   |                   |
|  |                                | Raw                            | Finn Bálor e Sasha Banks**     | Pin   |                              |                                |                                |                                |  |           |                              |                              |                               |     |                 |                   |                   |                   |
|  | Raw                            | Raw                            | Finn Bálor e Sasha Banks**     | Pin   | Elias e Bayley               | Pin                            |                                |                                |  |           |                              |                              |                               |     |                 |                   |                   |                   |
|  | Raw                            |                                |                                |       | Elias e Bayley               | Pin                            |                                |                                |  |           |                              |                              |                               |     |                 |                   |                   |                   |
|  | SmackDown                      | Rusev e Lana                   | 9:38                           |       |                              |                                |                                |                                |  |           |                              |                              |                               |     |                 |                   |                   |                   |
|  | SmackDown                      | Rusev e Lana                   | 9:38                           |       | SmackDown                    | Rusev e Lana                   | Pin                            |                                |  |           |                              |                              |                               |     |                 |                   |                   |                   |
|  |                                |                                |                                |       | SmackDown                    | Rusev e Lana                   | Pin                            |                                |  |           |                              |                              |                               |     |                 |                   |                   |                   |
|  |                                | SmackDown                      | Bobby Roode e Charlotte Flair  | 11:02 |                              |                                |                                |                                |  |           |                              |                              |                               |     |                 |                   |                   |                   |
|  | Raw                            | SmackDown                      | Bobby Roode e Charlotte Flair  | 11:02 | Apollo e Nia Jax             | Pin                            |                                |                                |  |           |                              |                              |                               |     |                 |                   |                   |                   |
|  | Raw                            |                                |                                |       | Apollo e Nia Jax             | Pin                            |                                |                                |  |           |                              |                              |                               |     |                 |                   |                   |                   |
|  | SmackDown                      | Bobby Roode e Charlotte Flair  | 10:39                          |       |                              |                                |                                |                                |  |           |                              |                              |                               |     |                 |                   |                   |                   |

(*) - O parceiro de Carmella foi selecionado em uma enquete com os três membros do New Day. Big E ganhou 47% dos votos.
(**) - Essa equipe venceu a enquete da Segunda Chance, ganhando 40% dos votos, para voltar ao torneio.
(***) -  Becky Lynch substituiu Charlotte Flair nesta luta depois que Flair fez uma cirurgia odontológica.

## Equipe de transmissão
| Nome          | Notas                |
| ------------- | -------------------- |
| Renee Young   | Apresentadora        |
| Byron Saxton  | Apresentador         |
| Greg Hamilton | Anunciador de ringue |
| Michael Cole  | Lead commentator     |
| Corey Graves  | Comentarista         |
| Beth Phoenix  | Comentarista         |